# Ilhas Virgens Britânicas nos Jogos Pan-Americanos
As Ilhas Virgens Britânicas competiram em cada edição dos Jogos Pan-Americanos desde a nona edição do evento, em 1983. O território é uma das duas nações que já disputaram o evento e nunca conquistaram uma medalha, a outra é Aruba. As Ilhas Virgens Britânicas não enviaram competidores aos jogos Pan-Americanos de Inverno, em Las Leñas, 1990.

## Quadro de Medalhas e participação
| Ano   | Sede           | Gold | Silver | Bronze | Total |
| ----- | -------------- | ---- | ------ | ------ | ----- |
| 1983  | Caracas        | 0    | 0      | 0      | 0     |
| 1987  | Indianapolis   | 0    | 0      | 0      | 0     |
| 1991  | Havana         | 0    | 0      | 0      | 0     |
| 1995  | Mar do Prata   | 0    | 0      | 0      | 0     |
| 1999  | Winnipeg       | 0    | 0      | 0      | 0     |
| 2003  | Santo Domingo  | 0    | 0      | 0      | 0     |
| 2007  | Rio de Janeiro | 0    | 0      | 0      | 0     |
| 2011  | Guadalajara    | 0    | 0      | 0      | 0     |
| Total | Total          | 0    | 0      | 0      | 0     |